# 殷承祯
殷承祯（1915年—1990年），湖北崇陽人。中國人民解放軍人物、中華人民共和國政府官員。

## 生平
殷承祯1930年参加中国工农红军，并于同年加入中国共产主义青年团；1931年，转入中国共产党。
土地革命战争时期，历任红三军团随营学校排长、司务长，红军学校青年干事、出纳，军委总供给部会计、材料科科长、会计科科长、军实科科长，陕北独立第一师供给部部长等职；曾参加长征。後投身抗日戰爭，先后在八路军驻西安办事处任会计科科长，驻桂林办事处任交通运输科科长。第二次国共内战时期，调东北，任辽吉军区后勤部副部长、政治委员、部长，第四野战军后勤部供给部副部长等职。
中華人民共和國成立後，出任中國人民解放軍總後勤部財政部副部長，1964年授予少將軍銜。文化大革命爆發後，出任中華人民共和國財政部革命委員會主任。1975年1月卸任。1988年，被中央军委授予一级红星功勋荣誉章。
1990年1月5日在北京逝世，享年75岁。